# Полсен, Роб
Роберт Фредерик «Роб» Полсен-третий (англ. Robert Fredrick «Rob» Paulsen III; род. 11 марта 1956, Детройт, Мичиган) — американский актёр озвучивания, певец и звукорежиссёр.
Наиболее известен по ролям Рафаэля и Донателло из мультсериалов 1987 и 2012 годов соответственно («Черепашки-ниндзя»); Якко Уорнера, доктора Шмыг-Царапа («Озорные анимашки», включая перезапуск) и Пинки («Пинки и Брейн» и обе версии «Озорных анимашек»); Карла Уизера («Джимми Нейтрон: Мальчик-гений» и «Приключения Джимми Нейтрона, мальчика-гения»); петуха Пека («Рога и копыта» и «Рога и копыта. Возвращение»); «Спайка» (франшиза «Земля до начала времен»; и Маска из одноимённого мультсериала.
Обладатель премии «Эмми» и трёх премий «Энни». За свою карьеру озвучил более 250 персонажей мультфильмов и видеоигр, более 1000 рекламных роликов.

## Биография
Роберт Фредерик Полсен-третий родился 11 марта 1956 года в Детройте, штат Мичиган (по некоторым данным — в городе Ливония того же штата). Детские и юношеские годы провёл в городе Гран-Блан (Grand Blanc) того же штата. В школе пел в хоре и играл в школьных постановках.
На протяжении долгого времени занимается благотворительностью, в частности, оказывает поддержку организациям, занимающимся поиском лекарства от рака, лагерю Camp Will-A-Way для умственно и физически отсталых детей, организациям Wounded Warrior Project и Operation Smile.
Жена — Пэрриш Тодд, сын — Эштон Полсен.

### Карьера
Карьера Роба Полсена началась в 1981 году: он озвучил нескольких второстепенных персонажей в мультсериале «Смурфики». Затем были несколько других малозаметных ролей, а в 1987 году Полсену доверили озвучить Рафаэля в мультсериале «Черепашки мутанты ниндзя». К 2012 году озвучил более 250 персонажей мультфильмов и видеоигр, более 1000 рекламных роликов.
Роб Полсен регулярно появляется на различных тематических мероприятиях: San Diego Comic-Con International, англ. JACON, англ. Animation On Display, англ. Anthrocon, проводит встречи в разных штатах страны, где рассказывает о своей карьере, раздаёт автографы, общается со своими фанатами.

## Избранные работы
C 1981 года по настоящее время Роб Полсен озвучил сотни персонажей в более чем 560 фильмах, мультфильмах, мультсериалах и компьютерных играх.

### Мультфильмы, сериалы

#### XX век
- 1985—1987 — Трансформеры / The Transformers — Эйр-Рейд / Слингшот / Чейс
- 1986—1991 — Приключения мишек Гамми / Disney’s Adventures of the Gummi Bears — Густо Гамми (в восемнадцати эпизодах)
- 1987—1990 — Утиные истории / DuckTales — Глэдстоун Гусак (в четырёх эпизодах)
- 1987—1995 — Черепашки мутанты ниндзя / Teenage Mutant Ninja Turtles — Рафаэль / Зак / Уингнат / мистер Огг / профессор Софо / Токка и др.
- 1988 — Настоящие охотники за привидениями / The Real Ghostbusters — Робби (в одном эпизоде)
- 1989 — Чип и Дейл спешат на помощь / Chip 'n Dale Rescue Rangers — Флэш / Панда / Хиби (в пяти эпизодах)
- 1990 — Чудеса на виражах / TaleSpin — Доктор Деболт
- 1990—1992 — Приключения мультяшек / Tiny Toon Adventures — Арнольд и др.
- 1991—1992 — Чёрный Плащ / Darkwing Duck — Стальной Клюв (в десяти эпизодах)
- 1992 — Бэтмен / Batman: The Animated Series — приспешник Пингвина (в одном эпизоде)
- 1992 — Гуфи и его команда / Goof Troop — Котёнок Пит-младший / Бифф / Боб
- 1992 — Приключения мультяшек: Как я провёл каникулы / Tiny Toon Adventures: How I Spent My Vacation — Мистер Хитчер / Джонни Пью
- 1993—1994 — Коты быстрого реагирования / SWAT Kats: The Radical Squadron — разные роли (в трёх эпизодах)
- 1993—1996 — Два глупых пса / 2 Stupid Dogs — Муравьед / Кабби / текст за кадром
- 1993—1996 — Мыши-байкеры с Марса / Biker Mice from Mars — Дроссель / Фред / Волосня
- 1993—1998 — Озорные анимашки / Animaniacs — Якко Уорнер / Доктор Шмыг-Царап / Пинки
- 1994 — Земля до начала времён 2: Приключения в великой долине / The Land Before Time 2: The Great Valley Adventure — Спайк / Страт / Чомпер
- 1994—1996 — Тик-герой / The Tick — Артур
- 1995 — Земля до начала времён 3: В поисках воды / The Land Before Time III: The Time of the Great Giving — Спайк
- 1995—1996 — Фриказоид! / Freakazoid! — Якко Уорнер / Космо Крамер (в семи эпизодах)
- 1995—1997 — Человек-паук / Spider-Man — Гидромен
- 1995—2001 — Пинки и Брейн / Pinky and the Brain — Пинки
- 1995 — Особенное рождество Пинки и Брейна / A Pinky and the Brain Christmas — Пинки
- 1996 — Гаргульи / Gargoyles — Роберт / Гелиос (в двух эпизодах)
- 1996 — Земля до начала времён 4: Земля Туманов / The Land Before Time IV: Journey Through the Mists — Спайк
- 1998—1999 — Пинки, Элмайра и Брейн / Pinky, Elmyra & the Brain — Пинки
- 1996—2003 — Лаборатория Декстера / Dexter’s Laboratory — Майор Глори / Тики Торч
- 1997 — Земля до начала времён 5: Таинственный остров / The Land Before Time V: The Mysterious Island — Спайк
- 1998 — Геркулес / Hercules — Орфей / Стефанополис (в трёх эпизодах)
- 1998—2004 — Суперкрошки / The Powerpuff Girls — Брик / Бумер (в десяти эпизодах)
- 1999 — Волшебник / The Magician — Космо / Сонни
- 2000 — Земля до начала времён 7: Камень Холодного Огня / The Land Before Time VII: The Stone of Cold Fire — Спайк / Ринкас
- 2000 — Русалочка 2: Возвращение в море / The Little Mermaid II: Return to the Sea — Принц Эрик

#### XXI век
- 2001 — Земля до начала времён 8: Великая стужа / The Land Before Time VIII: The Big Freze — Спайк / главарь стегозавров
- 2001 — Мышиный дом / Disney’s House of Mouse — Хосе Кариока (в двух эпизодах)
- 2001—2002 — Самурай Джек / Samurai Jack — таксист / Ротшильд (в трёх эпизодах)
- 2001—2011 — Волшебные родители / The Fairly OddParents — разные роли (в тридцати трёх эпизодах)
- 2002 — Балто 2: В поисках волка / Balto II: Wolf Quest — Терьер / Сумак / Росомаха
- 2002 — Земля до начала времён 9: Путешествие к Большой Воде / The Land Before Time IX: Journey to Big Water — Спайк / Мо
- 2002 — Золушка 2: Мечты сбываются / Cinderella II: Dreams Come True — Жак / Бейкер / Сэр Хью
- 2002 — Дом злодеев. Мышиный дом / Mickey’s House of Villains — Аид (из «Геркулеса») (песни)
- 2002 — Питер Пэн 2: Возвращение в Нетландию / Return to Never Land — второстепенные персонажи
- 2002—2006 — Приключения Джимми Нейтрона, мальчика-гения / The Adventures of Jimmy Neutron: Boy Genius — Карл Уизер / мистер Уизер / миссис Уизер / Бутч и др.
- 2002—2007 — Ким Пять-с-Плюсом / Kim Possible — разные роли (в двадцати эпизодах)
- 2003 — Паутина Шарлотты 2: Великое приключение Уилбура / Charlotte’s Web 2: Wilbur’s Great Adventure — Лис Фарли
- 2003 — Грязный Гарри / Gary the Rat — второстепенные персонажи (в одном эпизоде)
- 2003 — Лига справедливости / Justice League — Световой луч / Кормчий
- 2003 — Земля до начала времён 10: Великая миграция Длинношеих / The Land Before Time X: The Great Longneck Migration — Спайк
- 2003 — 101 далматинец 2: Приключения Патча в Лондоне / 101 Dalmatians II: Patch’s London Adventure — второстепенные персонажи
- 2003—2005 — Дак Доджерс / Duck Dodgers — Мак Гофер / Аксл / Капитан Питерс (в трёх эпизодах)
- 2004 — Дэйв-варвар / Dave the Barbarian — Малсквандо (в трёх эпизодах)
- 2004 — Земля до начала времён 11: Вторжение Мелкозавров / The Land Before Time XI: Invasion of the Tinysauruses — Спайк / мистер Клабтейл
- 2004 — Мулан 2 / Mulan II — второстепенные персонажи
- 2004 — Три мушкетёра: Микки, Дональд и Гуфи / Mickey, Donald, Goofy: The Three Musketeers — трубадур
- 2004—2005 — Hi Hi Puffy AmiYumi / Hi Hi Puffy AmiYumi — Булли / Декер / текст за кадром / Доктор Мисто (в четырёх эпизодах)
- 2004—2007 — Дэнни-призрак / Danny Phantom — Джек Фентон / Николай Технус
- 2005—2007 — Цап-царап / Catscratch — Гордон
- 2005—2007 — Лунатики / Loonatics Unleashed — Рев Раннер
- 2005—2008 — Бен 10 / Ben 10 — Дитто
- 2006 — Гетто / The Boondocks — учитель рисования (в двух эпизодах)
- 2006 — Земля до начала времён 12: Великий День Птиц / The Land Before Time XII: The Great Day of the Flyers — Спайк / мистер Клабтейл / Гвидо
- 2006 — Рога и копыта / Barnyard — Петух Пэк / Гофер
- 2006 — Лис и охотничий пёс 2 / The Fox and the Hound 2 — второстепенные персонажи
- 2006—2009 — На замену / The Replacements — мистер Вандербош / Фабиан ЛаТул / Джордж Вашингтон
- 2007 — Земля до начала времён 13: Сила дружбы / The Land Before Time XIII: The Wisdom of Friends — Спайк / Желтопуз
- 2007 — Золушка 3: Злые чары / Cinderella III: A Twist in Time — Жак / Великий Герцог / Епископ
- 2007—2008 — Так и волшебная сила Жужу / Tak and the Power of Juju — Затейник Жужу / Судья Жужу
- 2007—2011 — Рога и копыта. Возвращение / Back at the Barnyard — петух Пек
- 2008 — Финес и Ферб / Phineas and Ferb — второстепенные персонажи (в одном эпизоде)
- 2008 — Русалочка: Начало истории Ариэль / The Little Mermaid: Ariel’s Beginning — осьминог Инк Спот / креветка Свифти
- 2008 — Феи / Tinker Bell — Боббл
- 2008—2010 — Бен 10: Инопланетная сила / Ben 10: Alien Force — Баз-Эль / Ромбовидный Ридл
- 2009 — Захватывающий мир Эль Супербеасто / The Haunted World of El Superbeasto — Эль Гато / полковник Ганс Вольфбюргер / Майкл / Бобби Хайд
- 2009 — Феи: Потерянное сокровище / Tinker Bell and the Lost Treasure — Боббл / Тролль / Филин
- 2009—2011 — Пингвины из Мадагаскара / The Penguins of Madagascar — Арчи / Омар (в пяти эпизодах)
- 2010 — Клуб Микки Мауса / Mickey Mouse Clubhouse — Подручный (в двух эпизодах)
- 2010 — Феи: Волшебное спасение / Tinker Bell and the Great Fairy Rescue — Боббл
- 2010—2011 — Биг Тайм Раш / Big Time Rush (в двух эпизодах)
- 2010—2012 — Бен 10: Инопланетная сверхсила / Ben 10: Ultimate Alien — Баз-Эль
- 2010—2012 — Планета Шина / Planet Sheen — Доппи / Блогар / Чок-Чок (в девяти эпизодах)
- 2010—2012 — Турбо-Агент Дадли / T.U.F.F. Puppy — Птица Брейн / Комодский дракон (в семи эпизодах)
- 2011 — Том и Джерри и Волшебник из страны Оз / Tom and Jerry and the Wizard of Oz — Железный Дровосек
- 2011—2012 — Шоу Луни Тюнз / The Looney Tunes Show — Мак Гофер / Чак Борост (в семи эпизодах)
- 2011—2012 — Зелёный Фонарь / Green Lantern: The Animated Series — Гогган / Бампи (в двух эпизодах)
- 2012 — Совершенный Человек-Паук / Ultimate Spider-Man — Жорж Батрок (в одном эпизоде)
- 2012 — Черепашки-ниндзя / Teenage Mutant Ninja Turtles — Донателло
- 2013 — Рик и Морти / Rick and Morty — Снаффлз (Снежок) (в одном эпизоде)
- 2020 — Озорные анимашки / Animaniacs — Якко Уорнер / Доктор Шкрабеднюх / Пинки

### Компьютерные игры
- 1999 — Planescape: Torment — Морте
- 2000 — Baldur’s Gate II: Shadows of Amn — Эномен Делрин / Саэрк Фаррад / Бифф / Кадеел
- 2002 — Tom and Jerry in War of the Whiskers[англ.] — Тайк / Орёл
- 2004 — Ghosthunter — Лазарь Джонс, полицейский, охотник на призраков
- 2004 — Metal Gear Solid: The Twin Snakes — Грей Фокс[англ.]
- 2008 — Super Smash Bros. Brawl — Грей Фокс
- 2009 — Angry Birds — Белая Птица / Маленький Поросёнок / Средний Поросёнок / Большой Поросёнок / Поросёнок в шлеме
- 2010 — Kingdom Hearts Birth by Sleep — Жак / Великий Герцог
- 2014 — Armikrog — Клю-Клюв

### Прочее
- 1993 — голос ведущего радиовикторины в первом (самом успешном) рекламном ролике продолжительной кампании Got Milk?
- 2003—2011 — голос Карла Уизера из мультсериала «Приключения Джимми Нейтрона, мальчика-гения» в аттракционе англ. Jimmy Neutron's Nicktoon Blast

## Награды и номинации
- 1995 — «Энни» «За озвучивание в анимации» за озвучивание Якко Уорнера в мультсериале «Озорные анимашки» — номинация
- 1996 — «Энни» «За лучшее индивидуальное достижение в озвучивании» за озвучивание Пинки в мультсериале «Пинки и Брейн» — победа
- 1997 — «Энни» «За лучшее индивидуальное достижение в озвучивании мужской роли на телевидении» за озвучивание Пинки в мультсериале «Пинки и Брейн» — победа
- 1997 — Дневная премия «Эмми» «За выдающееся исполнение в анимационной программе» за озвучивание Пинки в мультсериале «Пинки и Брейн» — номинация
- 1998 — Дневная премия «Эмми» «За выдающееся исполнение в анимационной программе» за озвучивание Пинки в мультсериале «Пинки и Брейн» — номинация
- 1998 — «Энни» «За выдающееся индивидуальное достижение в озвучивании мужской роли в анимационной телевизионной продукции» за озвучивание Пинки в мультсериале «Пинки и Брейн» — номинация
- 1999 — «Энни» «За выдающееся индивидуальное достижение в озвучивании в анимационной телевизионной продукции» за озвучивание Пинки в мультсериале «Пинки, Элмайра и Брейн» — победа
- 1999 — Дневная премия «Эмми» «За выдающееся исполнение в анимационной программе» за озвучивание Пинки в мультсериале «Пинки и Брейн» — победа
- 2003 — англ. DVD Exclusive Awards «За лучшую оригинальную песню в премьерном фильме на DVD» за песню It’s Good to Be Me в мультфильме «Паутина Шарлотты 2: Великое приключение Уилбура» — номинация
- 2005 — DVD Exclusive Awards «За лучшую оригинальную песню в премьерном фильме на DVD» за песню All For One and One For All в мультфильме «Три мушкетёра: Микки, Дональд, Гуфи» — победа
- 2005 — «Энни» «За озвучивание анимационного полнометражного фильма» за озвучивание Трубадура в мультфильме «Три мушкетёра: Микки, Дональд, Гуфи» — номинация
- 2006 — «Энни» «За лучшее озвучивание анимационной телевизионной продукции» за озвучивание Юби в мультфильме «Весёлый эльф» — номинация